# نیکولای کاموف (مهندس)
نیکولای ایلیچ کاموف (به روسی: Никола́й Ильи́ч Ка́мов؛ زاده ۱۴ سپتامبر ۱۹۰۲- درگذشته ۲۴ نوامبر ۱۹۷۳) مهندس هوافضا شوروی، پیشگام در طراحی هلی کوپترها و بنیانگذار دفتر طراحی هلیکوپتر کاموف بود.

## زندگی‌نامه
کاموف در ایرکوتسک متولد شد اما تا زمان مرگ در ۲۴ نوامبر ۱۹۷۳ در مسکو در تومسک زندگی کرد. وی در سال ۱۹۲۳ با مدرک مهندسی از دانشگاه پلی تکنیک تومسک فارغ‌التحصیل شد.
کاموف با دیمیتری گریگوروویچ و بعداً - برای TsAGI کار کرد. در سال ۱۹۴۰ مأمور شد پروژه هلی کوپتر جدید OKB را تأسیس کند که بعداً به نام وی نامگذاری شد.

## یادبود

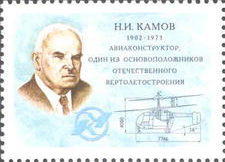
تمبر پست شوروی سابق، یادبودی به افتخار مشارکت‌های کاموف در هواپیمایی شوروی

- در گورستان نوودویچی، مسکو به خاک سپرده شد.
- از سال ۱۹۹۲، یکی از دو شرکت سازنده اصلی هلی کوپتر روسی-شوروی به افتخار وی، نام خانوادگی نیکولای کاموف را دربردارد[۱]